# Yukari Hayashi
Yukari Hayashi (Kawamura) is een Japans filmregisseur. Zij is chefregisseur voor NHK Japan in Tokio.

## Filmografie
In 1994 regisseerde zij The Tibetan Book of the Dead, een tweedelige serie over het Tibetaans dodenboek uit het Tibetaans boeddhisme, met de delen A Way of Life en The Great Liberation. Ze voerde de regie samen met Barrie McLean en Hiroaki Mori. Aan deze film werkten de veertiende dalai lama en acteur Leonard Cohen mee.
In 2006 werkte ze mee aan het filmdrama Steambot Chronicles (Ponkotsu roman daikatsugeki Banpi Torotto).
- International Standard Name Identifier: 0000 0000 8472 6386
- Library of Congress Control Number: nr94035034
- Bibliotheek van het Japanse parlement: 00336891
- Nationale Bibliotheek van Israël: 987008729214705171
- Nederlandse Thesaurus van Auteursnamen: 149369662
- Virtual International Authority File: 113385011
- WorldCat: E39PBJvhrHBxpVtf3MMjGC9Rrq